# متين سفينتش
متين سفينتش (بالتركية: Metin Sevinç)‏ هو لاعب كرة قدم تركي في مركز الوسط، ولد في 14 يونيو 1994 في الفاتح في تركيا. شارك مع منتخب تركيا تحت 19 سنة لكرة القدم. أما مع النوادي، فقد لعب مع نادي فاتح كاراغومروك ونادي قاسم باشا.

## وصلات خارجية
- متين سفينتش على موقع اتحاد تركيا (لاعب) (الإنجليزية)
- متين سفينتش على موقع قاعدة بيانات كرة القدم.إي يو (الإنجليزية)
- متين سفينتش على موقع Soccerway.com (الإنجليزية)